# NGC 6850
NGC 6850 је спирална галаксија у сазвежђу Телескоп која се налази на NGC листи објеката дубоког неба.
Деклинација објекта је - 54° 50' 43" а ректасцензија 20h 3m 29,8s. Привидна величина (магнитуда) објекта NGC 6850 износи 12,6 а фотографска магнитуда 13,5. NGC 6850 је још познат и под ознакама ESO 185-56, AM 1959-545, IRAS 19595-5459, PGC 64043.